# Schönhof (Görlitz)
El Schönhof (traducido literalmente como "Tribunal Hermoso") es el edificio renacentista más antiguo de Görlitz, Alemania. El edificio, situado en la calle Bretheren 8 (Brüderstraße), fue construido por Wendel Roskopf en 1526 sobre los cimientos de piedra que sobrevivieron al incendio de la ciudad en 1525.
Favorecido por su ubicación topográfica, el edificio representativo y confortablemente amueblado sirvió de casa de huéspedes real desde el siglo XIV. Su valor histórico y arquitectónico fue reconocido tempranamente y salvó a la casa de medidas de reconversión de gran alcance e incluso de demoliciones.  : 156, 157 
En el interior del edificio hay un vestíbulo central que se extiende por todas las plantas, por lo que la casa corresponde al tipo de casa de salón de Görlitz. Esta sala ha sido obstruida en el transcurso de los siglos - sin embargo, sus paredes han podido ser estudiadas.  : 159 

## Ubicación
El Schönhof está situado entre la Plaza del Mercado Inferior y la calle Bretheren. La calle Bretheren conecta la Plaza del Mercado Inferior con la Plaza del Mercado Superior. Por las tres pasaba la ruta comercial medieval Via Regia, que conectaba Wroclaw, Görlitz y Leipzig desde Kiev y llevaba a Santiago de Compostela. Todas las mercancías que llegaban eran gravadas en la báscula de la ciudad y debían ser almacenadas y ofrecidas al público en las casas de los comerciantes, el llamado Derecho de emporio. El Schönhof se encuentra junto a esas casas de mercaderes, justo enfrente del ala del tribunal del ayuntamiento. Además de la ubicación junto a la iglesia parroquial de San Pedro y San Pablo y la Casa del glasto, es el lugar más destacado de la ciudad medieval.

## Historia
La historia de este edificio se remonta al siglo XIII. : 160  Desde entonces, y debido a su especial ubicación, el edificio acogió a los soberanos que actuaban como máxima autoridad judicial en el nal cercano. : 21 A lo largo de los siglos, el edificio fue modificado en múltiples ocasiones para responder a las exigencias contemporáneas de la nobleza; estaba unido a otros dos edificios y resultó gravemente dañado por el incendio de la ciudad en 1525. Como resultado, hay hallazgos arquitectónicos extremadamente complejos que dificultan la reconstrucción exacta de las transformaciones. : 160 

### Del siglo XIII al siglo XVI

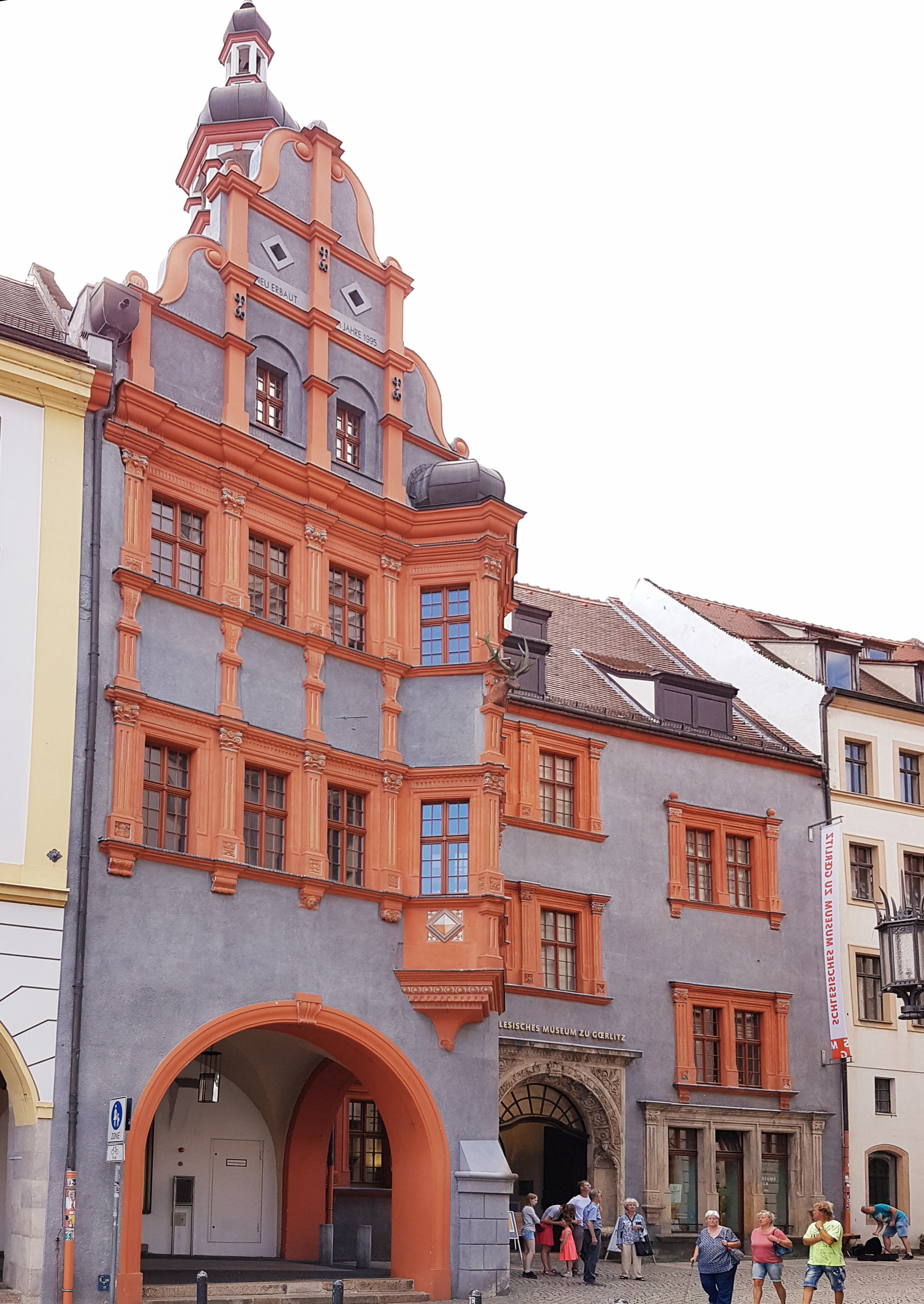
El Schönhof visto desde la Plaza del Mercado Inferior

En el siglo XIII, los sirvientes bohemios y las familias adineradas vivían juntos en varios cours (patios). Los patios registrados de esa época son el de la Casa del glasto, el edificio del ayuntamiento en la Plaza del Mercado Baja 6, el de la esquina Neißstraße-Hainwald y el edificio predecesor de la Iglesia de la Santísima Trinidad en la Plaza del Mercado Alta. Los patios se extendían por toda la ciudad medieval y a menudo se situaban junto a las casas de los artesanos. : 12f 
El edificio predecesor del Schönhof era en ese momento una casa con entramado de madera, cuya planta fue reconstruida con vigas en el suelo del sótano. Probablemente se construyó en la primera mitad del siglo XIII. Una segunda fase de construcción podría datarse a mediados de siglo. En esa época el edificio se utilizaba también como patio. Sólo se conserva una celda de piedra de ese edificio. El edificio de piedra adyacente, más pequeño, servía de paso a la lonja del otro lado. Más tarde se tapió y se colocó un piso encima. : 161 
La ciudad alcanzó rápidamente una sólida base económica y las familias ricas se casaron con comerciantes y formaron la nobleza de Görlitz. Hacia finales del siglo XIII, la ciudad fue adquiriendo cada vez más autonomía local, de modo que la administración estatal de Bohemia pasó a ser superflua.: 14f En 1303, Görlitz recibió los privilegios de ciudad y comenzó a planificar un edificio administrativo, pero decidió comprar el patio de la Plaza del Mercado Inferior 6 - el actual ayuntamiento. : 341 
Por lo tanto, el Schönhof se ubicó justo enfrente del ayuntamiento y en la ruta comercial de larga distancia Via Regia. Siguieron dos fases de construcción más hasta 1400, durante las cuales fue reconstruida fundamentalmente de nuevo en 1400. : 161  Entre otras cosas, se construyó una sala en el lado este del patio, que se decoró con cortinas, paneles de madera y pinturas murales. Dos ventanas de arco ojival de 3,5 m de altura aportaron luz a la estancia. Se redujeron a 1,75 my 2,3 m de altura antes del incendio de la ciudad en 1525. : 161f 
En 1405 Wenceslao IV se alojó en Schönhof. Para esta ocasión se construyó una pasarela de madera hacia el ayuntamiento. El rey Alberto el Magnánimo, su hijo Ladislao el Póstumo y Jorge de Kunštát y Podebrady utilizaron el Schönhof como casa de huéspedes real. : 352f 
Los propietarios del edificio se remontan sin interrupción hasta 1400. Por tanto, los primeros propietarios conocidos son Niclas Merten y Caspar Geiske. En 1412 el edificio pasó al Cónsul Francisco Pleczil, : 161  seguido por Kaspar Lelau (alcalde durante las guerras husitas ) y Niclas Jeronimi (acusado de alta traición como miembro del consejo y expulsado de la ciudad en 1479). : 352f 
En 1427 el edificio era una cervecería y se permitía elaborar cerveza seis veces al año. En esta época, las tres partes adyacentes de la casa ya no figuraban como casas separadas en el registro de viviendas. Por lo tanto, debían haber sido conectadas en una reforma realizada antes de 1427. : 161  Probablemente entre 1476 y 1479 se crearon las estructuras básicas actuales de la casa: se construyó el vestíbulo central, la mampostería de la fachada del segundo piso era de piedra de cantería y las ventanas estaban cerradas con ladrillos de mampostería con juntas de color : 122 Las ventanas tenían una disposición diferente a la actual y las juntas de color desaparecieron bajo el revoque a partir de 1525 : 163 

### Medidas de construcción en la primera época moderna
A pesar de las difíciles condiciones económicas entre 1500 y 1530, la clase alta de Görlitz seguía ganando dinero con sus edificios y quería que su riqueza e influencia se reflejaran en ellos. A diferencia de la época gótica, el dinero ya no se destinaba únicamente a los edificios de la iglesia : 48  : 333  Los comerciantes que habían viajado mucho y estaban bien conectados eran libres en el diseño de sus casas y no era necesaria la legitimación de un obispo (a diferencia, por ejemplo, de Augsburgo y Wrocław). : 48 
El Schönhof no es el primer edificio que muestra elementos no góticos. La primera ruptura con el estilo gótico la encontramos en 1500 en el frontón de la casa de Hans Frenzel, el edificio contiguo al Schönhof. En la casa también hay trampantojos de estilo italiano. En 1515, el comerciante Frenzel donó 1.500 monedas de Görlitz para la construcción de un nuevo portal en la iglesia de Nikolai, que muestra un portal de arco apuntado que se abre hacia arriba . : 70 
Sin embargo, es indiscutible que el Schönhof y poco tiempo después Peterstraße 8 fueron los primeros edificios en introducir elementos del Renacimiento en Görlitz. : 296 

#### Reconstrucción en 1526

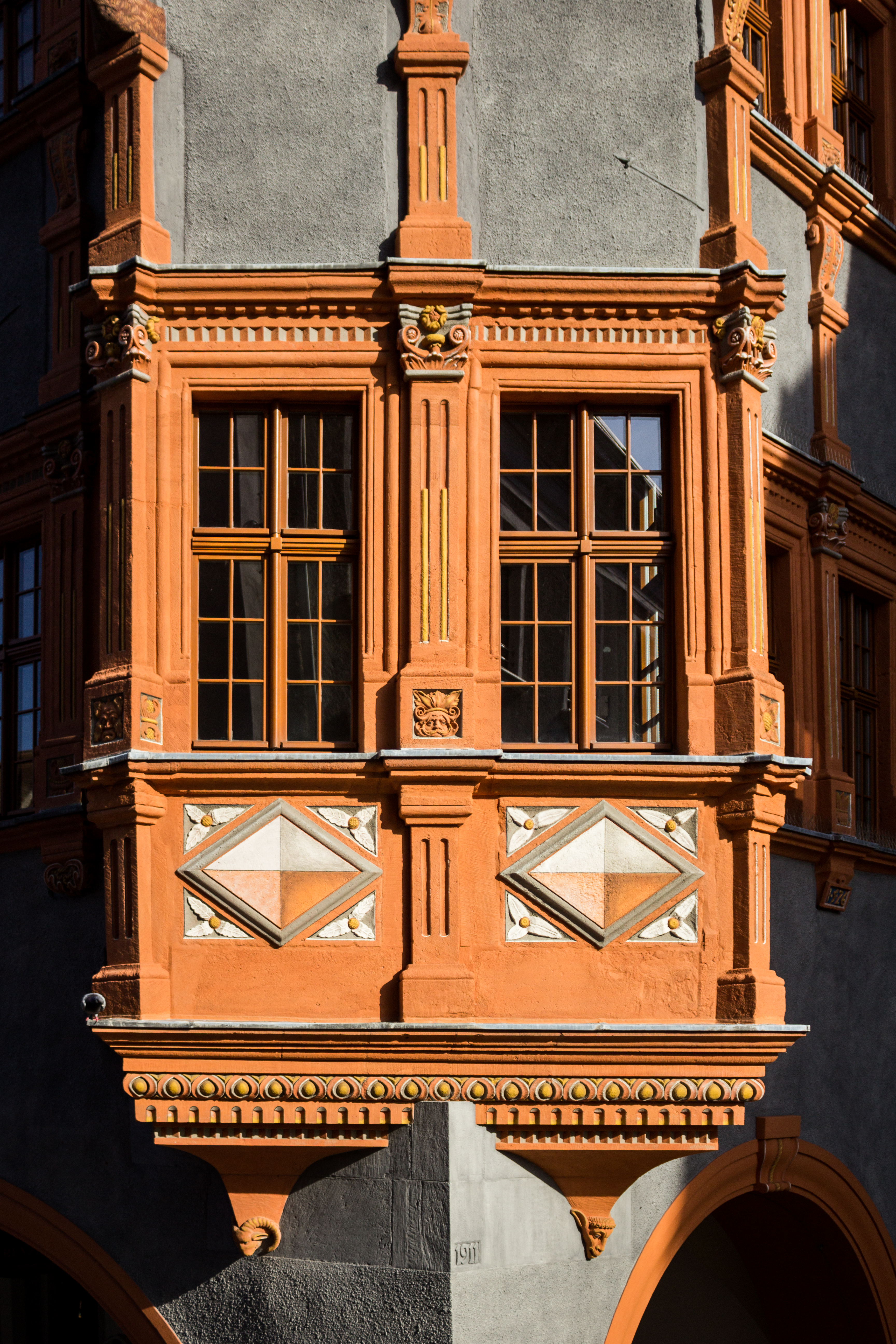
Detalle de la ventana salediza

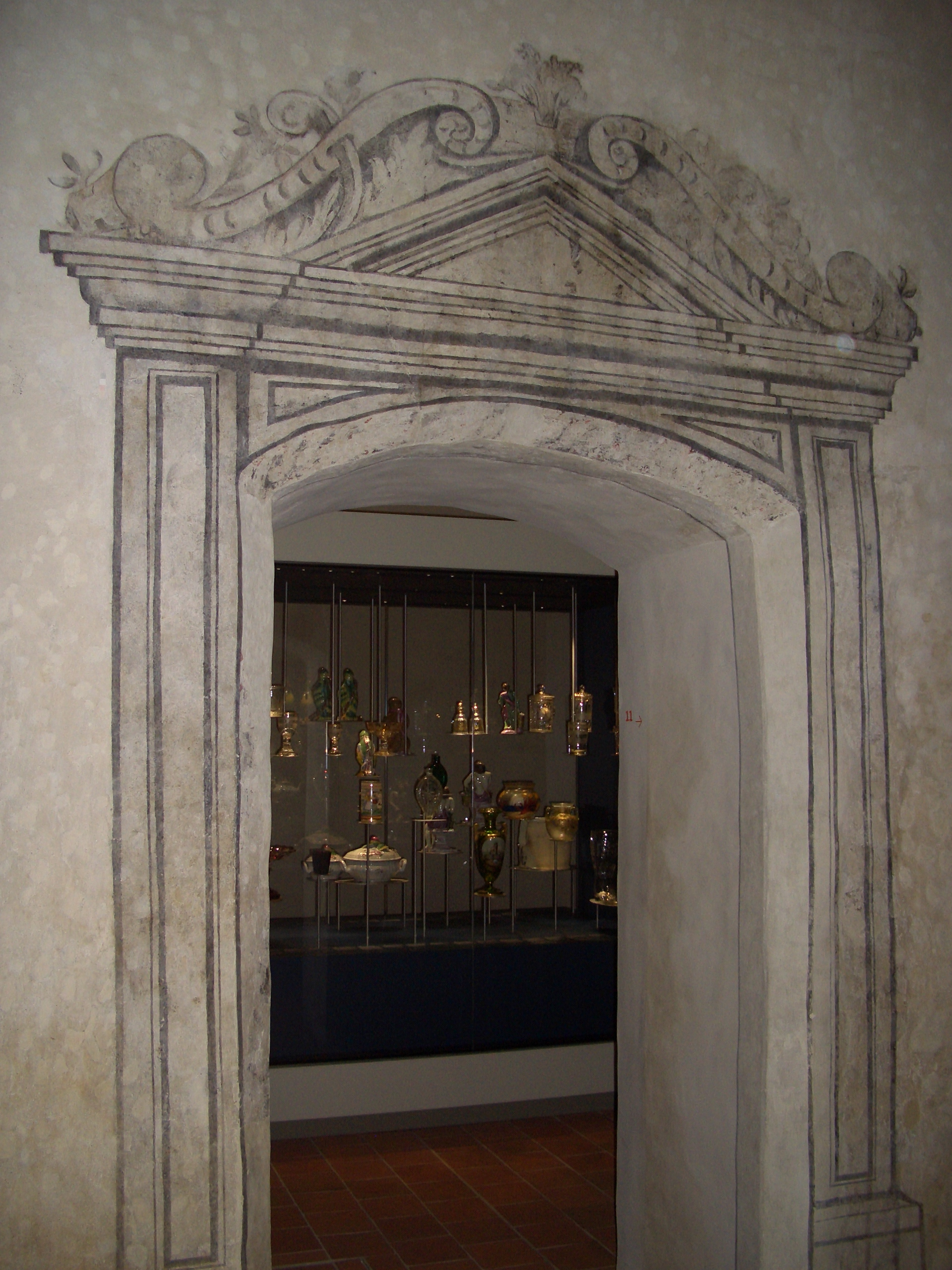
Trampantojo conservado

En 1526, Görlitz había superado su apogeo económico. Entre 1510 y 1525 se produjo una elevada inflación hasta el punto de que la gente ya no podía comprar pan. El conflicto en torno a la moneda de Görlitz estuvo a punto de romper la Liga Lusa. Debido a la agitación, Wrocław recuperó sus derechos de emporio y en adelante actuó como competidor económico. Los artesanos exigieron la Reforma y un brote de peste en curso se cobró vidas. Para colmo, el 12 de junio de 1525 un devastador incendio de la ciudad destruyó decenas de edificios  : 42 
Hasta hoy, las huellas de fuego en la mampostería del Schönhof atestiguan el incendio de la ciudad en 1525 : 163  Probablemente se quemó todo el material inflamable del interior del edificio. El nuevo propietario, Onoffrius Schneider, un coronel imperial de infantería y elevado a la nobleza imperial en Praga en 1562, : 172  parecía tener dificultades para reconstruir el edificio por lo que se le condonó una parte del precio de compra. El historiador Christopf Ulricher supone que la fecha de 1526 en la fachada del edificio es más probable que sea el comienzo de la fase de reconstrucción que su finalización. : 165 
Onoffrius designó al maestro de obras Wendel Roskopf para que diseñara el edificio y lo hiciera construir. Para la construcción del Schönhof en 1526, Roskopf se guió por la Sala de Vladislao, la Escalera Ecuestre y la Sala de la Corte del Castillo de Praga, donde aprendió la nueva arquitectura renacentista bajo la dirección del maestro de obras Benedikt Rejt.  : 97 
El constructor hizo levantar nuevos tejados, diseñó la fachada en estilo renacentista y colocó trece techos de vigas de madera pintadas. Rediseñó el vestíbulo de entrada y separó el salón este. Rehizo el acceso a los sótanos, construyó la amplia escalera del vestíbulo y construyó una bóveda de crucería en el segundo piso. Hizo reubicar los sistemas de calefacción y fontanería, aumentando así el confort. Basó la distribución de las habitaciones en los edificios palaciegos de la época: una sala de estar, que se podía calentar desde el exterior, estaba unida a un dormitorio y a los aseos, a los que sólo se podía acceder a través de la sala de estar. Todas las habitaciones tenían techos con vigas de madera pintadas, cuadros en las paredes y nichos para sentarse entre medias columnas macizas en las ventanas.: 166f  : 99 Las vigas de madera de la segunda planta presentan pinturas ornamentales. Se acompañan de pinturas murales que han sobrevivido en restos. : 160 
El mirador, construido con vistas a la escalera del ayuntamiento, el yeso gris contrastando con los marcos rojos de las ventanas encerrados por elaboradas pilastras, dejó una impresión duradera en la gente de Görlitz. Después de todo, el Schönhof tenía que cumplir con los estándares cortesanos. Entonces, el Renacimiento de Görlitz comenzó aquí. : 296 
Al mismo tiempo que el Schönhof, la Peterstrasse 8 fue construida por el hermano de Onoffriu, Franz Schneider, también bajo la dirección del maestro de obras Wendel Roskopf. Los tres viajaban mucho, tenían contactos en el extranjero y conocían la arquitectura contemporánea. El Schönhof y la Peterstrasse 8 establecieron estándares que otros constructores trataron de igualar. Incluso los comerciantes que no se encontraban entre los más ricos pudieron utilizar ciertos elementos de diseño para sus edificios. A raíz del Schönhof, el estilo renacentista se impuso rápidamente, aunque en ningún momento hubo un programa municipal para ello. : 297 
El ennoblecido Schmidt von Schmiedeburg y un caballero Sohneundorf fueron los posteriores propietarios hasta 1617. : 341 

#### La construcción en 1617

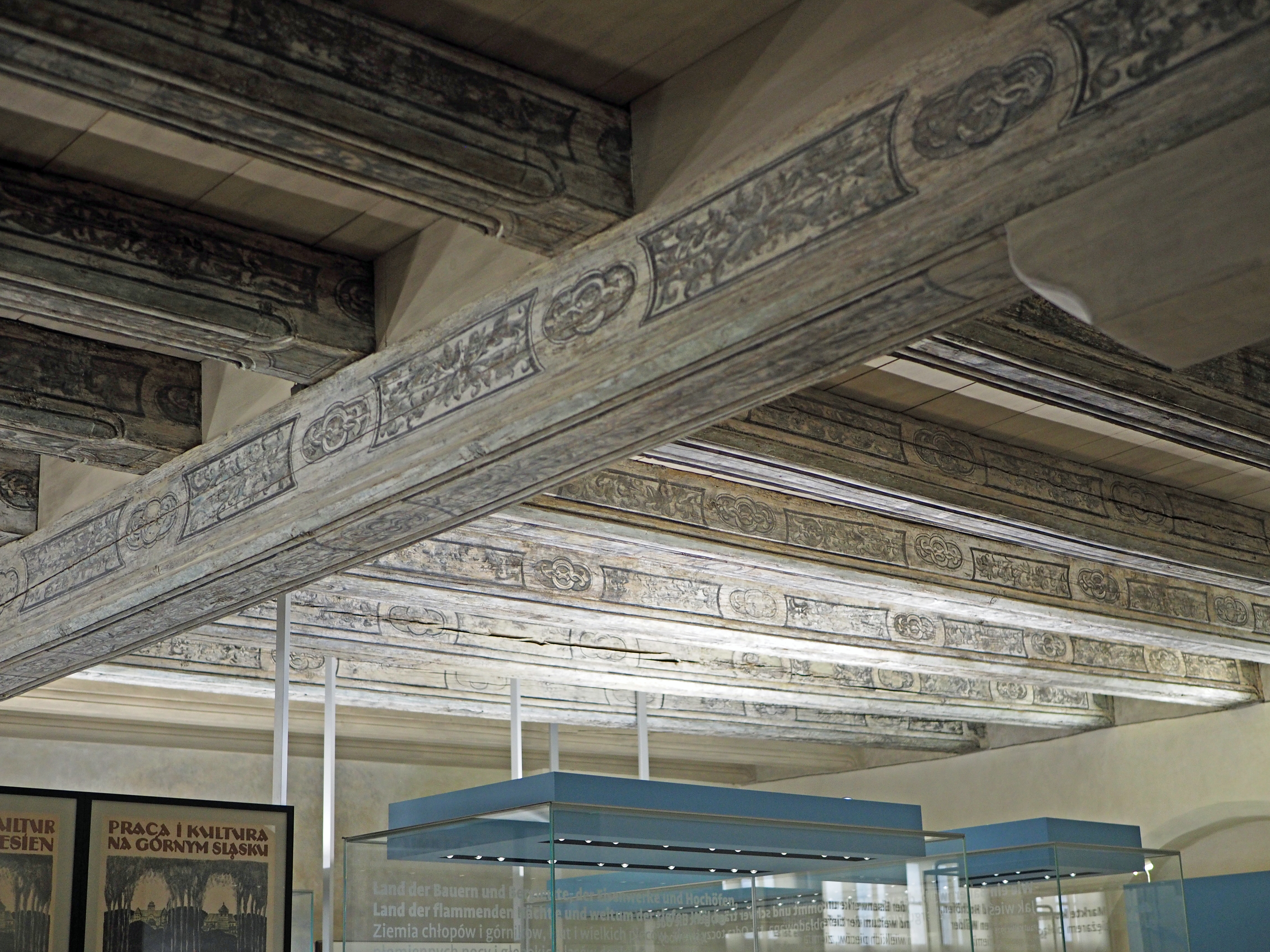
Techo de vigas de madera pintadas

El propietario Hans Johann Glich von Miltitz hizo cambiar los interiores del edificio en 1617. La investigación dendrocronológica de los restos de la subestructura original mostró que ese año se erigió una torre. También mandó reconstruir el portal. : 173  Dotó el vestíbulo de entrada y el salón central con una bóveda de crucería y una columna de Hércules. : 99  Mandó erigir varias figuras. : 173  Se discute en la literatura si elevó el segundo piso del ala de la arcada del lado izquierdo. : 175f 
El propietario posterior fue Georg Endermann, cinco veces alcalde hasta 1663. Entre sus huéspedes se encontraban el noble Johann Georg von Brandenburg, que se alojó en 1620/21, y el elector de Sajonia Juan Jorge I : 352f 

### Siglo XVIII y posteriores
El Schönhof se utilizó luego como cervecería durante más de dos siglos hasta principios del siglo XX. : 352f  En 1733 se eliminaron el frontón alto y la torre. No se sabe nada de su aspecto. : 157 
La revalorización temprana durante la industrialización impidió la demolición del edificio. En 1908 el propietario quiso demoler la posada. En 1909, la ciudad pudo comprarla con las subvenciones del Estado prusiano y así conservarla.  : 157  : 352f 

## Museo de la RDA, la Reunificación y Silesia

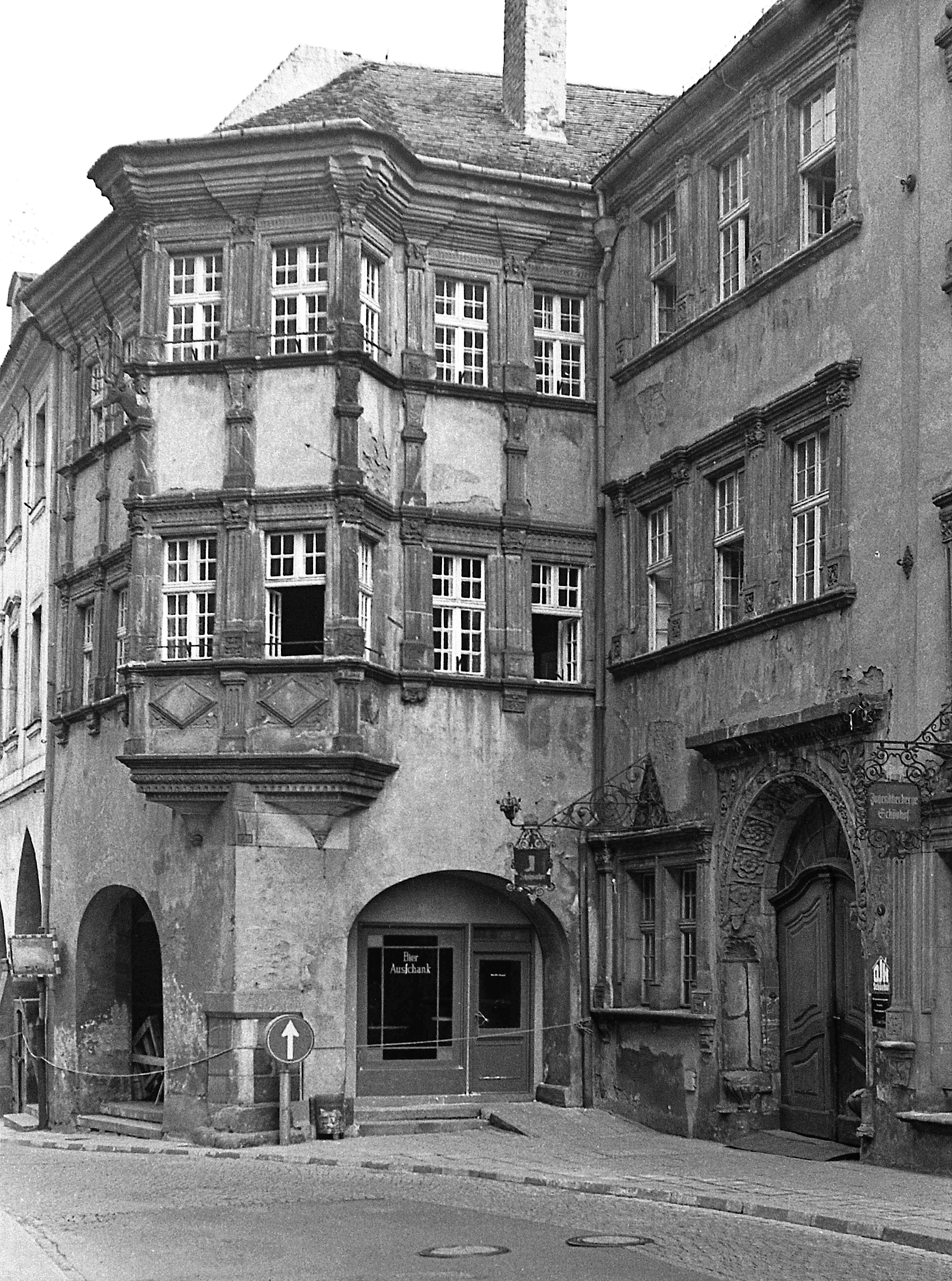
El Schönhof, 1970

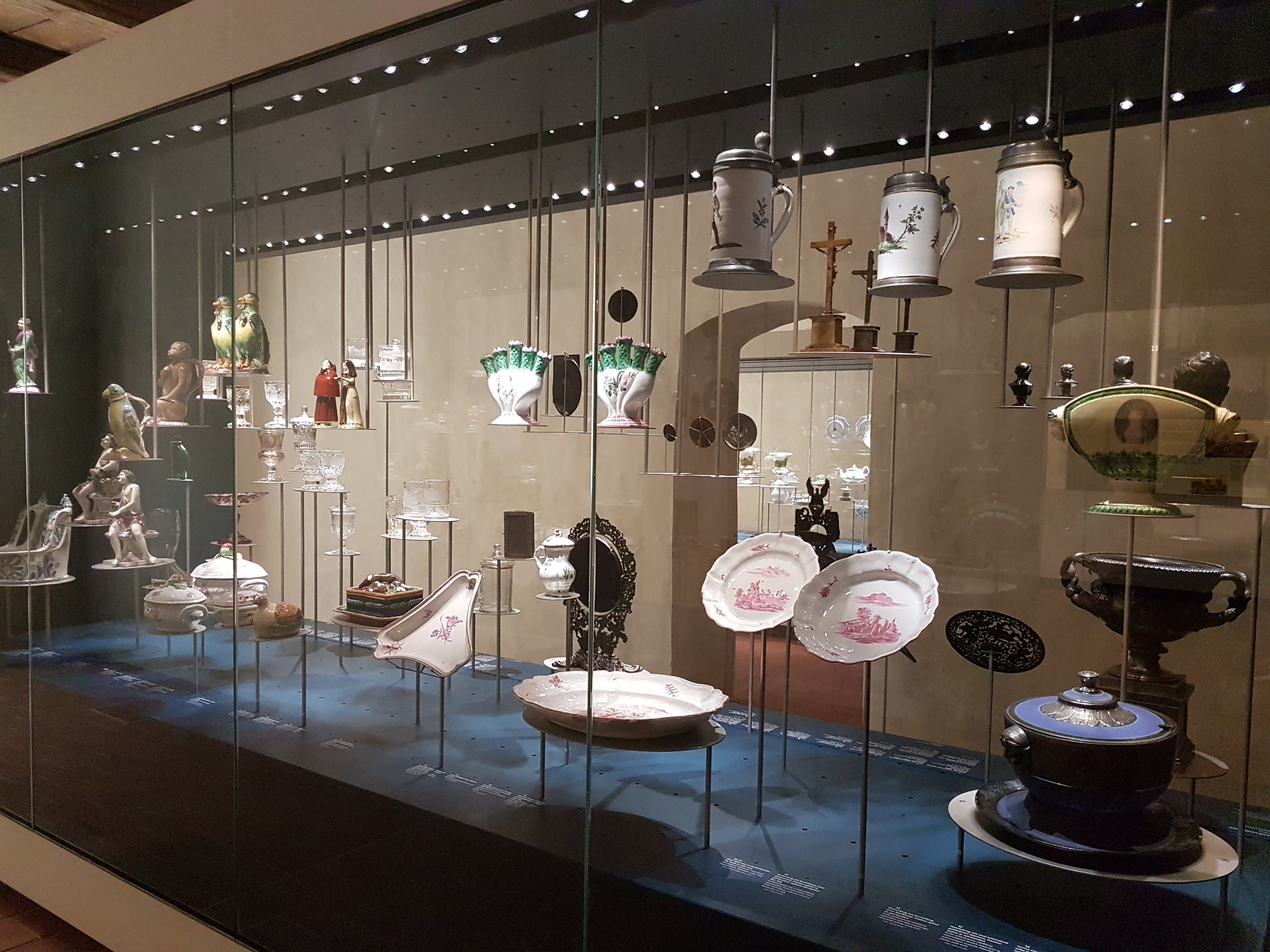
Objetos expuestos del Museo de Silesia

En la época de la RDA, el edificio se deterioró. Entre 1977 y 1989 hubo varios intentos de renovar el edificio. Pero sólo se pudieron realizar amplias investigaciones arquitectónicas y se descubrieron pinturas en las paredes y techos con vigas. : 96 Con la reunificación alemana hubo dinero y materiales para renovar el edificio de forma fundamental y profesional. Así, en 1995 se construyó la torreta de 1617 y un nuevo frontón. Este último se construyó libremente y sin base histórica. : 97  : 262 
En 2006, tras una amplia restauración, el edificio se convirtió en la sede del Museo de Silesia en Görlitz.: 96 En 2000m² se presentan todos los temas importantes de la historia cultural de Silesia. El sistema de diseño de la exposición debía hacer justicia al carácter especial del edificio y no ocultar las valiosas pinturas. Salvo un extintor, nada puede colgar de las paredes. Los objetos expuestos se exhiben en vitrinas, de cuyo interior debe salir también la iluminación.
A partir de donaciones privadas de bienes culturales de Silesia y, sobre todo, con préstamos permanentes del gobierno federal, se reunieron en Görlitz más de 12.000 piezas. La particularidad del "Museo Central Alemán de Silesia" es su estructura: esta institución está sostenida por el gobierno de Alemania, el estado de Sajonia, la ciudad de Görlitz y la Asociación Territorial de Silesia.
La exposición comienza a finales del siglo XII, cuando los colonos de Turingia y Franconia llegaron a Silesia. Así, una parte de la exposición está dedicada a paisajes como las Montañas de los Gigantes/Krkonoše y ciudades como Wroclaw, mientras que otra parte trata sobre la gente, el idioma y la cultura.